# Crithagra rothschildi
Il verzellino d'Arabia (Crithagra rothschildi (Ogilvie-Grant, 1902)) è un uccello passeriforme della famiglia Fringillidae.

## Etimologia
Il nome scientifico della specie, rothschildi, venne scelto in omaggio all'ornitologo tedesco Lionel Walter Rothschild.

## Descrizione

### Dimensioni
Misura 11–12 cm, per un peso di 14 g.

### Aspetto
Si tratta di uccelletti dall'aspetto slanciato, muniti di becco conico, testa arrotondata, ali appuntite e coda dalla punta lievemente forcuta.

Il piumaggio è di colore grigio su tutto il corpo, più scuro su dorso e ali e con sfumature bruno-cannella su vertice e petto, con le singole penne dalla punta nera a dare un effetto screziato alla livrea: il sopracciglio e il ventre sono più chiari, mentre le remiganti e la coda sono nere ed il codione è bianco-giallastro. Il becco è di colore nerastro, le zampe sono di colore carnicino-nerastro e gli occhi sono di colore bruno scuro.

## Biologia
Si tratta di uccelli dalle abitudini diurne, che vivono da soli, in coppie o in gruppetti e passano la maggior parte della giornata in movimento alla ricerca di cibo e acqua, percorrendo anche distanze ingenti per trovarli.

### Alimentazione
La dieta di questi uccelli è prevalentemente granivora, comprendendo perlopiù semi di piante erbacee: questi uccelli mangiano però anche altro materiale di origine vegetale come bacche, fiori, germogli (soprattutto di aloe ed agave) e foglioline, e sporadicamente anche insetti ed altri piccoli invertebrati.

### Riproduzione
La stagione riproduttiva di questi uccelli va da marzo a luglio, sebbene siano stati osservati giovani in dispersione anche a novembre (segno di una nidificazione avvenuta in settembre).
Si tratta di uccelli monogami, coi maschi che conquistano la compagna cantando a squarciagola da posatoi in evidenza ed in seguito pedinandola incessantemente con le penne arruffate e le ali semiaperte e puntate verso il basso, fino a quando essa non gli si concede accovacciandosi e spostando di lato la coda.
Il nido, una struttura a coppa fatta di materiale vegetale intrecciato alla biforcazione di un ramo, viene costruito dalla sola femmina, che si occupa inoltre da sola di covare le uova per circa due settimane, imbeccata dal maschio che staziona nei pressi. I pulli, ciechi e implumi alla schiusa, vengono accuditi da ambo i partner per circa tre settimane, quando (sebbene si fermino nei pressi del nido ancora per qualche giorno, chiedendo sempre più sporadicamente l'imbeccata) sono virtualmente indipendenti.

## Distribuzione e habitat
Come intuibile dal nome comune, il verzellino d'Arabia è endemico della penisola arabica, della quale abita il versante costiero meridionale dall'Hegiaz allo Yemen centro-meridionale.
L'habitat di questi uccelli è rappresentato dalle aree secche erbose collinari e montane con presenza di cespugli ed alberi.